# 国鉄タム8500形貨車
国鉄タム8500形貨車（こくてつタム8500がたかしゃ）は、かつて日本国有鉄道（国鉄）及び1987年（昭和62年）4月の国鉄分割民営化後は日本貨物鉄道（JR貨物）に在籍した私有貨車（タンク車）である。

## 概要
本形式は、液化塩素専用の15 t積二軸ボギー貨車である。1964年（昭和39年）9月30日から1973年（昭和48年）12月26日にかけて18ロット42両（タム8500 - タム8503、タム8505 - タム8542）が富士重工業、日立製作所、三菱重工業および日本車輌製造で新製され、1964年（昭和39年）12月19日に三菱重工業で1ロット1両（タム8504）がタム2300形（タム2311）から改造製作された。
本形式の他に液化塩素を専用種別とする形式は、タム2300形（268両）、タキ5400形（15両）、タキ5450形（697両）の3形式が存在した。
落成時の所有者は、新日化産業、大阪曹達（その後ダイソーに社名変更）、日本曹達、旭化成工業、旭電化工業、伊藤忠商事、北作商事、山陽国策パルプ、東洋曹達工業の9社であり、最終時の所有者は旭化成工業、常備駅は南延岡駅であった。
1979年（昭和54年）10月より化成品分類番号「毒(G)26」（毒性の物質、高圧ガス、毒性のあるもの）が標記された。
1987年（昭和62年）4月の国鉄分割民営化時には32両がJR貨物に継承されたが、1987年（昭和62年）度に1両、1991年（平成3年）度に1両、1992年（平成4年）度に9両、1993年（平成5年）度に7両、1994年（平成6年）度に3両、1995年（平成7年）度に9両、1998年（平成10年）度に残った2両（タム8541・タム8542）が廃車となり、形式消滅した。
台車はベッテンドルフ式のTR41D-6で、最高速度は75 km/hである。台枠は、長さ8,960 mmの平台枠である。
タンク体は高張力鋼製、ドームレスのキセ（外板）付き直胴タイプである。前級のタム2300形はボイラ用鋼板であった。タンク体の長さは7,150 mm、内径は1,500 mmで、厚さ75 mmのグラスウール断熱材を巻き、薄鋼板製のキセを装備している。荷役方式は、高圧ガスであるため、タンク上部の円筒型のプロテクタ内に弁を内蔵した上入れ上出し方式である。塗色は、容器保安規則（通産省令）により黄1号である。
全長は9,760 mm、全幅は2,400 mm、全高は3,396 mm、台車中心間距離は5,660 mm、実容積は12.6 m3、自重は18.5 t、換算両数は積車3.5、空車1.8、車軸は12 t軸であった。